# Batalló de Sant Patrici

Fresc de l'execució dels Sant Patricis

El Batalló de Sant Patrici fou un batalló integrat per ex militars nord-americans, principalment d'origen irlandès i d'altres països catòlics europeus, que van desertar a les forces dels Estats Units i van unir-se a l'exèrcit mexicà abans i durant la Intervenció nord-americana a Mèxic de 1846-1848. Els integrants del batalló són coneguts com a San Patricios.
No se sap amb precisió la història dels integrants abans del seu reclutament. La llegenda popular diu que els militars, sota l'exèrcit nord-americà, havien rebut càstigs severs per haver intentat entrar al territori mexicà per assistir a missa i havien estat objecte d'altres pràctiques de discriminació religiosa. Amb el començament de la guerra, més militars catòlics van desertar, per causa del vandalisme del qual eren objecte les esglésies en territori mexicà per part dels oficials de l'exèrcit. L'exèrcit mexicà, per contra, va reclutar catòlics nord-americans caracteritzant la guerra com una guerra entre protestants i catòlics, i oferint terres als que s'hi integressin.
El batalló va lluitar com a unitat de l'exèrcit mexicà en la batalla de Monterrey, (21 de setembre, 1846), sota el comandament de Jon Riley, un immigrant irlandès. Després de la batalla, el batalló va créixer en nombre, a 800 soldats. Malgrat la seva extraordinària capacitat en l'artilleria, el batalló va formar part de la infanteria segons les ordres del President mexicà Antonio López de Santa Anna. Com a unitat de la infanteria, van lluitar en la Batalla de Cerro Gordo. Atès que alguns dels desertors sabien que rebrien la pena capital si eren capturats pels nord-americans van amenaçar les forces mexicanes amb "foc amic" si es retiraven. En la batalla de Churubusco (20 d'agost, 1847), van ser derrotats davant les forces nord-americans i Jon Riley va ser capturat. Els supervivents es van reintegrar, per lluitar en la Batalla de la ciutat de Mèxic. Després de la caiguda de la ciutat i la derrota mexicana, molts van ser capturats.
Els San Patricios capturats van rebre càstigs severs, ja que van causar les baixes més nombroses de l'exèrcit nord-americà durant la guerra. Els que van desertar de l'exèrcit nord-americà abans del començament de la guerra (entre ells Jon Riley), van ser sentenciats a treballs forçats. Els que havien desertat després de la declaració de guerra, van ser condemnats a mort, penjats en massa fora del Castell de Chapultepec (aleshores el centre militar mexicà). Per ordres del general Winfield Scott, havien de ser executat tan bon punt la bandera nord-americana s'hissés en lloc de la bandera mexicana sobre el Castell.
Se sap molt poc de la vida del supervivents. Alguns d'ells van rebre les terres promeses pel govern mexicà, on es van establir permanentment. Per commemorar el suport dels irlandesos a Mèxic, el carrer del monestir de Santa Maria de Churubusco de la ciutat de Mèxic va ser reanomenat "Màrtirs Irlandesos". A més, el Batalló de Sant Patrici és commemorat el 12 de setembre, l'aniversari de les primeres execucions, i la diada de Sant Patrici (17 de març). En honor de Jon Riley i dels membres del Batalló de Sant Patrici, la bandera de Mèxic oneja al centre de la ciutat de Clifden.